# 拉阿基尼耶尔站
拉阿基尼耶尔站（法語：Gare de La Hacquinière），是法国的一个铁路车站，属于大区快铁B线B4支线。开通于1957年，位于埃松省伊韦特河畔比尔。属于第五收费区（法語：Zone 5），1977年12月9日大区快铁B线开始使用本站，本站亦服务于伊韦特河畔日夫。